# Lindegger
Lindegger ist ein Familienname in der Schweiz.

## Namensträger
- Albert Lindegger (1904–1991), Schweizer Maler, Zeichner und Illustrator
- Fredy Lindegger (* 1965), Schweizer Politiker (Grüne)